# Jan Styczyński (fotograf)
Jan Styczyński (ur. 16 lipca 1917 w Tarnowie, zm. 27 maja 1981 w Warszawie) – polski artysta fotografik.

## Życiorys
W latach 1937–1939 student Uniwersytetu Stefana Batorego w Wilnie. Od 1941 roku żołnierz Armii Krajowej, ps. „Rej”, oddelegowany w 1942 do Oddziału II Komendy Głównej AK. Pracował w Wydziale Wywiadu Ofensywnego, jako kurier Referatu Wschód „WW-72” (później „Pralnia”), następnie jako szef komórki kurierskiej. Uczestnik powstania warszawskiego, dwukrotnie odznaczony Krzyżem Walecznych.
Po upadku powstania przebywał na Podhalu. Do Warszawy wrócił w 1946. Pracował w PSS „Społem” i w GS „Samopomoc Chłopska”. Od 1950 roku poświęcił się wyłącznie fotografii. Osiąga sławę dzięki wykonywanym zdjęciom zwierząt. W 1953 roku wstępuje do Związku Polskich Artystów Fotografików (nr legitymacji 196). Swój dorobek artystyczny prezentuje na wystawach indywidualnych, wydaje też szereg autorskich albumów fotograficznych.
Pochowany na cmentarzu Wojskowym na Powązkach.

## Publikacje książkowe
- Zwierzęta przed obiektywem, Wydawnictwo Arkady, Warszawa 1957.
- Idzie kot, zdjęcia J.Styczyński, tekst S. Szydłowski, opracowanie graficzne S.Zamecznik, Biuro Wydawnicze „Ruch”, Warszawa, 1958.
- Zwierzęta bliskie i dalekie, Wydawnictwo Sport i Turystyka, Warszawa 1960.
- Koty, Wydawnictwo Sport i Turystyka, Warszawa 1960.
- Hunde vor dem Objectiv, Sudwest Verlag, München 1960.
- To jest Warszawa. Informator (zdjęcia J.Styczyński, tekst O.Budrewicz), Wydawnictwo Artystyczno-Graficzne, Warszawa, 1968.
- Wędrówki po Warszawie, Instytut Wydawniczy Nasza Księgarnia, Warszawa 1970.
- Wisła – opowieść o rzece, Wydawnictwo Interpress, Warszawa 1973.
- Ludzie areny, Wydawnictwo Interpress, Warszawa 1975.
- Twórca i dzieło, Wydawnictwo Interpress, Warszawa 1977.

## Wystawy
- Warszawa – 1957, 1959, 1960, 2021[1]
- Sopot – 1960
- Częstochowa – 1960
- Łódź – 1960, 1963
- Belgrad – 1962